# Max Linz
Maximilian „Max“ Linz (* 1984 in Frankfurt am Main) ist ein deutscher Regisseur.

## Leben
Linz absolvierte zunächst ein Studium der Filmwissenschaft an der Freien Universität Berlin und der Sorbonne Nouvelle Paris III. 2008 begann er ein Regiestudium an der Deutschen Film- und Fernsehakademie Berlin.

## Werk
Während seines Studiums drehte er unter anderem den Kurz-Experimentalfilm Die Finanzen des Großherzogs Radikant Film (2011), der im Wettbewerb der Oberhausener Kurzfilmtage Premiere feierte. In der Miniserie Das Oberhausener Gefühl (2012) setzt sich Linz in zehn Kurzfilmen mit dem System der Filmförderung auseinander. Sein DFFB-Abschlussfilm Ich will mich nicht künstlich aufregen, eine Satire über den Berliner Kulturbetrieb, lief im Forum der Berlinale 2014 und erhielt zahlreiche positive Kritiken. Für einen Drehtag konnte Linz die Schauspielerin Hannelore Hoger gewinnen. Er begleitete sie zum Bürgerfest des Bundespräsidenten Joachim Gauck, wo sie mit ihm sprach. Linz beschreibt die Szene als Replik auf eine Szene von Alexander Kluge, in der Hoger Willy Brandt bei einem SPD-Parteitag ansprach.
2017 begann Linz mit den Dreharbeiten zu seinem zweiten Langfilm Weitermachen Sanssouci, einer Satire über den Universitätsbetrieb. Wie bereits in seinen vorherigen Filmen spielte die Theaterwissenschaftlerin Sarah Ralfs die Hauptrolle. Weitermachen Sanssouci wurde im Forum der Berlinale 2019 uraufgeführt, der Kinostart folgte im Oktober 2019. Für den Film erhielt Linz eine Produktionsförderung der Staatsministerin für Kultur, eine Verleihförderung jedoch nicht. Neben seiner Arbeit als Filmemacher ist Linz als Dozent tätig und publiziert Texte zu filmpolitischen und -ästhetischen Themen.

## Filme
- 2011: Die Finanzen des Großherzogs Radikant (Regie, Drehbuch, Schnitt)
- 2012: Das Oberhausener Gefühl (Serie, 10 Episoden)
- 2014: Ich will mich nicht künstlich aufregen (Regie, Drehbuch, Schnitt)
- 2019: Weitermachen Sanssouci (Regie, Drehbuch)
- 2022: L’état et moi (Regie, Drehbuch)